# 66-я отдельная мотострелковая бригада
66-я отдельная мотострелковая Выборгская ордена Ленина, Краснознамённая, ордена Александра Невского бригада (66-я омсбр) — воинская часть Сухопутных войск Вооружённых Сил СССР.

## История
66-я бригада является преемником 186-го мотострелкового полка 68-й мотострелковой дивизии, который в свою очередь ведёт историю от 1236-го стрелкового полка 372-й стрелковой дивизии.

### Великая Отечественная война
25 сентября 1941 года в Барнауле сформирован 1236-й стрелковый полк (1236-й сп) 372-й стрелковой дивизии.
В составе действующей армии находился два периода:
- с 18 декабря 1941 по 30 сентября 1944 года,
- с 16 октября 1944 по 9 мая 1945 года.

В составе 372-й стрелковой дивизии 1236-й сп участвовал в следующих операциях:
- Тихвинская наступательная операция.
- Маловишерская наступательная операция.
- Любанская наступательная операция.
- Синявинская операция 1942.
- Прорыв блокады Ленинграда.
- Мгинская операция.
- Ленинградско-Новгородская наступательная операция.
- Новгородско-Лужская наступательная операция.
- Выборгско-Петрозаводская наступательная операция.
- Выборгская наступательная операция.
- Прибалтийская операция.
- Таллинская операция.
- Восточно-Прусская наступательная операция.
- Млавско-Эльбингская наступательная операция.
- Восточно-Померанская наступательная операция.
- Берлинская наступательная операция.
- Штеттинско-Ростокская наступательная операция.

### Послевоенный период
По окончании Великой Отечественной войны директивой Ставки ВГК № 11095 от 29 мая 1945 года 372-я сд включена в состав Группы советских войск в Германии.
В 1946 году в связи с сокращением Вооружённых Сил 372-я стрелковая дивизия реорганизована в 46-я стрелковую бригаду (46-я сбр), части дивизии реорганизованы в стрелковые батальоны.
В период 1949—1953 годов шёл процесс восстановления стрелковых дивизий из бригад и все они (включая входящие в их состав воинские части) получали свои прежние номера. 46-я сбр снова стала 372-й сд.
30 апреля 1955 года стрелковые корпуса от № 50 и выше, дивизии от № 150 и выше, а также стрелковые полки от № 450 и выше получили меньшие номера. При этом занимались номера корпусов (дивизий, полков), оставшиеся свободными после всех сокращений и переформирований, произошедших до этого времени.
С 1947 года передислоцирована в населённый пункт Сарыозек Талды-Курганской области Казахской ССР.
В 1957 году стрелковые части и соединения переименованы в мотострелковые. 372-я сд стала 68-й сд.
68-я сд получила новое полное наименование:68-я мотострелковая Новгородская Краснознамённая дивизия (68-я мсд), которая в 1969 году вошла при повторном формировании САВО в состав 17-го армейского корпуса (17-й АК).
1236-й сп был переименован в 186-й мотострелковый полк (186-й мсп или в/ч 77800). Дислоцировался 186-й мсп на северной окраине г. Алма-Ата.

### Афганская война (1979—1989)

#### Ввод и переформирование
В 3:00 27 декабря 1979 года полк поднят по тревоге и после совершения марша по железной дороге, к исходу дня 1 января 1980 года сосредоточен в районе г. Термез.
3 января 1980 года выведен из состава 68-й мотострелковой дивизии САВО и придан 108-й мотострелковой дивизии ТуркВО, вошедшей в ДРА 25 декабря 1979 года.
4 января 1980 года введён в Афганистан.
В январе — феврале 1980 года подразделения 186-го мсп принимали участие в боевых действиях на северо-востоке Афганистана в окрестностях городов: Кундуз, Баглан, Талукан, Нахрин и др.
9—10 января 1980 года близ населённого пункта Нахрин, провинция Баглан подразделениями полка был подавлен вооружённый мятеж личного состава артиллерийского полка афганской армии, перешедшего на сторону вооружённой оппозиции.
23—24 февраля 1980 года 186-й мсп совершил марш по маршруту: Пули-Хумри — Саланг — Чарикар — Кабул. Перевал Саланг преодолевался в условиях сильной загазованности туннеля.
К концу февраля 186-й мотострелковый полк сосредоточился в районе г. Кабул.
В силу целесообразности наличия в восточной части ДРА усиленной тактической единицы ОКСВА, руководством ВС СССР в феврале 1980 года было принято решение о формировании на базе 186-го мсп — 66-й отдельной мотострелковой бригады (66-я омсбр войсковая часть 93992) с дислокацией в провинциях Нангархар, Кунар, Лагман — подразделений омсбр, и штаба бригады в г. Джелалабад (Нангархар).
Согласно Директиве Генштаба ВС СССР от 15 февраля 1980 года № 314/3/0202 в дополнение к директиве Командующего ТуркВО от 12 декабря 1980 № 21/1/00257 — 1 марта 1980 года путём укрупнения и усиления организационно-штатной структуры подразделений на базе 186-го мсп была сформирована 66-я отдельная мотострелковая бригада. Усиление формирования произошло за счёт следующих мероприятий:
- включение в состав 48-го отдельного десантно-штурмового батальона, который являлся сводным батальоном прибывшим из состава 39-й отдельной десантно-штурмовой бригады ПрикВО (39-я одшбр). В свою очередь 39-я одшбр была сформирована 30 декабря 1979 года на базе 80-го парашютно-десантного полка 104-й гв.вдд;
- усиление штатного полкового артиллерийского дивизиона, состав которого вместо 3 огневых батарей был увеличен до 5 батарей;
- увеличение штатов полкового комплекта подразделений боевого и тылового обеспечения до бригадного комплекта.

После переформирования 66-я омсбр была передислоцирована в г. Джелалабад.

#### Боевая деятельность 66-й омсбр

Эмблема 66-й омсбр на бронетехнике

Бригада выполняла боевые задачи в восточных провинциях граничащих с Пакистаном. Зона ответственности 66-й бригады располагалась в трёх провинциях.
Бригада участвовала в различных по масштабу и целям войсковых операциях Афганской войны (1979—1989), в том числе совместных с ВС, МГБ, МВД — ДРА.
В повседневные боевые задачи бригады включались:
- Частичный контроль за провинциями Нангархар, Кунар и Лагман;
- Поддержка правительственных войск ДРА;
- Поддержка местных государственных органов управления ДРА;
- Сторожевое охранение участков главных автомобильных дорог в регионе (Кабул—Джелалабад и Джелалабад—Гардез);
- Обеспечение режимной зоны вокруг аэропорта Джелалабада.

#### Усиление 66-й омсбр
Для усиления 66-й омсбр были проведены следующие мероприятия:
- от 28-го армейского артиллерийского полка для артиллерийской поддержки 70-й огмсбр в период с 1980 по 1986 годы была выделена 5-я реактивная артиллерийская батарея на БМ-21 «Град». После 1986 года батарея РСЗО сменилась на батарею более мощной ствольной артиллерии: 5-я пушечная самоходная артиллерийская батарея на 2С5 «Гиацинт-С»[3];
- от 34-го смешанного авиационного корпуса в подчинение командира 66-й омсбр 11 апреля 1980 года был выделен 292-й Краснознамённый отдельный вертолётный полк[4];
- для высвобождения подразделений 66-й омсбр, занятых на обеспечении режимной зоны вокруг аэропорта Джелалабада, в декабре 1981 года был сформирован 1353-й отдельный батальон охраны (1353-й обо или в/ч 43164)[5];
- К началу 1984 года военное руководство ВС СССР принимает решение о ликвидации каналов поставки вооружений и боеприпасов группировкам афганских моджахедов. Следовало взять под контроль караванные дороги и тропы, соединяющие Афганистан с Пакистаном. С этой целью в провинции Нангархар, Кунар, Газни и Лагман в 1984 году поэтапно было введено крупное соединение, которое частично взяло на себя боевые задачи 66-й омсбр. Это была 15-я отдельная бригада специального назначения с дислокацией штаба в г. Джелалабад. Данное соединение состояло из отдельных воинских частей (отдельные отряды специального назначения), которые были рассредоточены в афгано-пакистанском приграничье и занимались уничтожением караванов с оружием и боеприпасами.

#### Состав 66-й омсбр

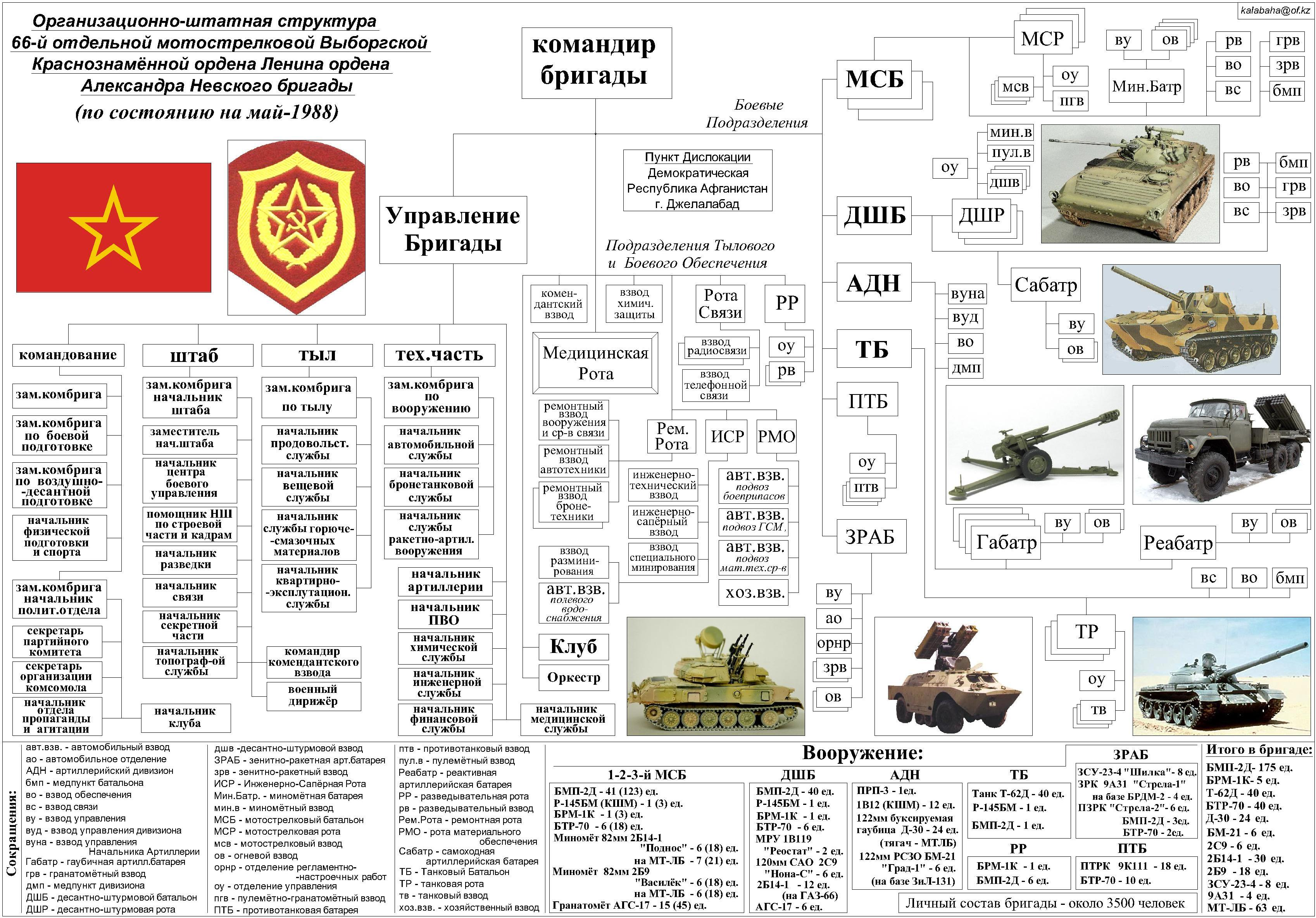
Организационно-штатная структура 66-й отдельной мотострелковой бригады на май 1988

3-я танковая рота на марше

Состав бригады и дислокация подразделений:
- Управление бригады — Джелалабад, провинция Нангархар. Подразделения при штабе:
  - отряд пропаганды и агитации (БАПО),
  - 856-я станция фельдъегерско-почтовой связи,
  - 1417-й банно-прачечный пункт,
  - торгово-бытовое предприятие,
  - оркестр,
  - хлебопекарня,
  - отдельный огнемётный взвод,
  - взвод химической защиты (существовал одновременно с отдельным огнемётным взводом),
  - комендантский взвод,
- 1-й мотострелковый батальон — Мехтарлам, провинция Лагман,
- 2-й мотострелковый батальон — Асадабад, провинция Кунар,
- 3-й мотострелковый батальон — Джелалабад,
- десантно-штурмовой батальон — Джелалабад,
- танковый батальон — роты были распределены по мотострелковым батальонам,
- артиллерийский дивизион — гаубичные батареи были распределены по мотострелковым батальонам,
- противотанковая батарея — Джелалабад,
- зенитно-ракетная батарея — Джелалабад,
- разведывательная рота — Джелалабад,
- рота связи — Джелалабад,
- инженерно-сапёрная рота — Джелалабад,
- рота материального обеспечения — Джелалабад,
- ремонтная рота — Джелалабад,
- медико-санитарная рота — Джелалабад.

#### Особенности штатной структуры бригады
- 70-я огмсбр и 66-я омсбр являлись единственными мотострелковыми бригадами в ВС СССР, имевших в своём штате десантно-штурмовые батальоны. Из-за этого эти бригады нередко называли «общевойсковыми». Также они были крупнейшими бригадами по численности личного состава. В составе 66-й омсбр было на один мотострелковый батальон меньше чем в 70-й огмсбр. Другим отличием от состава 70-й огмсбр являлось отсутствие противотанковых взводов в штате мотострелковых батальонов. В личном составе 66-й омсбр было около 3500 бойцов.

Уроки войны в Афганистане 1979 – 1989 годов:

«…Мотострелковая бригада ОКСВА имела численность 3500 — 4000 человек, 300—550 ед. бронетехники…» 
- артиллерийские дивизионы 70-й огмсбр и 66-й омсбр имели увеличенный штат из 5 батарей — 4 гаубичные и 1 батарея РСЗО на БМ-21 «Град».
- десантно-штурмовой батальон (дшб) имел увеличенный штат. В связи с реалиями боевых действий в Афганистане, каждая из трёх десантно-штурмовых рот дшб состояла не из 3 взводов (как принято было на территории СССР), а из 5. Это было связано с усилением огневой мощи подразделений для автономных действий в горах. В составе каждой десантно-штурмовой роты было 3 десантно-штурмовых взвода, 1 миномётный взвод и 1 пулемётный взвод. Десантно-штурмовые роты были усилены миномётными расчётами, несмотря на наличие миномётной батареи (на 120-мм миномётах 2Б11 а после апреля 1984 на 2С9 «Нона») в штате дшб.
  - Миномётный взвод состоял из 4 расчётов 82-мм миномётов 2Б14 «Поднос».
  - Пулемётный взвод состоял из двух отделений — лёгкого и тяжёлого. На вооружении были ПКМ, РПКС-74 и крупнокалиберные «Утёс» НСВ-12,7.

### Вывод и расформирование бригады
66-я отдельная мотострелковая бригада была выведена из Афганистана 27 мая 1988 года в Термез Узбекской ССР, где 1 июня 1988 года и была переформирована обратно в 186-й мотострелковый полк с подчинением 108-й мсд.
По свидетельству ветеранов части, после расформирования Боевое Знамя 66-й омсбр вручили 787-му учебному мотострелковому полку (787-й умсп или в/ч 36691) дислоцированному в Термезе. После этого 787-й умсп был переименован в 186-й мотострелковый полк. После окончательного вывода 108 мсд, 181-й мотострелковый полк этой дивизии был объединён со 186-м мсп в один полк под номером 186-й.

## Герои Советского Союза
- Шорников Николай Анатольевич. Сайт «Герои страны». — 21 октября 1980 года (посмертно).
- Демченко Георгий Александрович. Сайт «Герои страны». — 15 ноября 1983 года (посмертно).
- Стовба Александр Иванович. Сайт «Герои страны». — 11 ноября 1984 года (посмертно).
- Игольченко Сергей Викторович. Сайт «Герои страны». — 3 марта 1988 года.

## Герои Российской Федерации
- Амосов, Сергей Анатольевич — лейтенант, Герой Российской Федерации, Указ от 7 апреля 1994 года (посмертно).
- Гаджиев, Нухидин Омарович — рядовой, Герой Российской Федерации, Указ от 2 сентября 1997 года (посмертно).

## Герой Казахстана
- Ертаев Бахытжан Ертаевич — во время службы в 66-й омсбр капитан, командир 2-го мотострелкового батальона (ныне генерал-лейтенант). Указом Президента Республики Казахстан от декабря 2008 года удостоен звания Халық Қаһарманы.

## Командиры 66-й омсбр
Список командиров бригады:
- Смирнов, Олег Евгеньевич — 1980—1981.
- Оздоев, Суламбек Григорьевич — 1981—1983.
- Томашов, Николай Сергеевич — 1983.
- Посохов, Александр Георгиевич — 1983—1985.
- Жариков, Александр Николаевич — 1985—1987.
- Авласенко, Владимер Васильевич — 1987—1988.